# Dengler: Kreuzberg Blues
Kreuzberg Blues ist ein deutscher Fernsehfilm von Daniel Rübesam aus dem Jahr 2021. Es handelt sich um den sechsten Filmbeitrag der Krimireihe Dengler, die montags als „Fernsehfilm der Woche“ ausgestrahlt wird. In den Hauptrollen der Ermittler agieren Ronald Zehrfeld und Birgit Minichmayr. Die Erstausstrahlung der Episode erfolgte am 22. November 2021 im ZDF.

## Handlung
In Berlin-Kreuzberg will ein Bauunternehmer die Bewohner zweier Häuser vertreiben, um ein neues Stadthaus mit Luxusapartments zu bauen. In einem Haus werden Ratten ausgesetzt. Eine Ratte gelangt in eine Wohnung und verletzt ein Baby. Dahinter kann nur Immobilieninvestor Jan Kröger stecken, der die Wohnanlage abreißen lassen will. Kröger bestreitet jedoch die Vorwürfe. Zunächst entsteht der Eindruck, dass Kröger  tatsächlich nicht für das Aussetzen der Ratten verantwortlich ist. Die Personen, die die Ratten aussetzen, werden von einem Hausbewohner fotografiert. Der Bewohner informiert eine Kneipenwirtin. Diese schickt zwei ihrer Gäste los, die das Fahrzeug der Personen, die fotografiert wurden, beschädigen. Ezra, die Mutter des verletzten Babys, ist eine Freundin von Olga und bittet diese um Hilfe. Dengler lässt sich von seiner Assistentin Olga Illiescu dazu bewegen, in Berlin-Kreuzberg zu ermitteln. Dann beauftragt Kröger ausgerechnet Dengler damit, aufzuklären, von wem die Ratten ausgesetzt wurden. Dadurch erhält Dengler Einsicht in die Firma von Kröger. Vor allem erscheinen der Justitiar Gross und Krögers Tochter Charlotte verdächtig. Nach der Aktion mit den Ratten üben die Verantwortlichen noch niederträchtigere Taten und kriminelle Machenschaften aus.

## Produktionsnotizen
Die Dreharbeiten für Kreuzberg Blues erstreckten sich unter den vorgegebenen Corona-Arbeitsschutzauflagen vom 20. Oktober 2020 bis zum 19. November 2020 und fanden in Berlin und Umgebung statt. Der Arbeitstitel war Außer Kontrolle.